# Polowanie na mężczyznę
Polowanie na mężczyznę (franc. La chasse a l'homme) – francusko-włoska komedia filmowa z 1964 roku w reżyserii Édouarda Molinaro.

## Fabuła
Antoine decyduje się ożenić z Gisele. Ale jego przyjaciel Julien - zagorzały przeciwnik małżeństwa, opowiada mu historię pewnego kawalera, podstępem doprowadzonego do ołtarza. Kelner Fernand także dorzuca niezbyt optymistyczne refleksje o kobietach. Antoine coraz bardziej zaniepokojony, widząc rodzinę przyszłej panny młodej, decyduje się uciec. Co więcej ma dwa bilety do Grecji (podróż poślubna) i zabiera Fernanda ze sobą. Na statku jest wiele atrakcyjnych kobiet.

## Obsada
- Jean-Paul Belmondo jako Fernand
- Jean-Claude Brialy jako Antoine Monteil
- Françoise Dorléac jako Sandra
- Marie Laforêt jako Gisèle
- Claude Rich jako Julien
- Catherine Deneuve jako Denise
- Marie Dubois jako Sophie
- Hélène Duc jako Pani Armande
- Bernadette Lafont jako Flora
- Tanya Lopert jako Mauricette
- Francis Blanche jako Nino Papatakes
- Bernard Blier jako M. Heurtin
- Mireille Darc jako Georgina
- Micheline Presle jako Isabelle Lartois
- Michel Serrault jako Gaston Lartois